# Musei
Musei település Olaszországban, Szardínia régióban, Carbonia-Iglesias megyében. Lakosainak száma 1507 fő (2023. január 1.). Musei Domusnovas, Iglesias, Siliqua és Villamassargia községekkel határos.

## Népesség
A település lakossága az elmúlt években az alábbi módon változott:
| Lakosok száma | 1531 | 1529 | 1507 |
|               | 2017 | 2018 | 2023 |